# Язълъкая
Язълъкая (на турски: Yazılıkaya, в превод „написан камък“) е светилище в Хатуша, столица на Хетското царство, днес във вилает Чорум, Турция.
Това е свещено място за хетите, които живеят в близкия град Хатуша. Най-интересни и до днес са барелефите на боговете от хетския пантеон. Тук също има и светилища, построени непосредствено до скалите. Смята се, че тук се е празнувала Нова година. Светилищата се използват от 15 век пр.н.е., но повечето от резбите са от времето на царете Тудхалия IV и Шупилулиума II в края на 13 век пр.н.е.
Най-впечатляващата камера е Камера А, която съдържа барелефи на 64 божества в процесия. На лявата стена са показвани мъжките божества, които носят традиционните полички, заострени обувки и високи шапки. Боговете на планините са показани със стъпаловидни поли, символизиращи каменистите планини. На дясната стена са показани женските божества, носещи дълги поли и корони. Изключение прави само богинята на любовта и войната Шаушка (с месопотамски еквиваленти Ищар и Инана), която е показана в мъжката част на процесията с две женски спътнички. Това може би се дължи на мъжките ѝ атрибути като богиня на войната. Процесията води до средната част, къде е изобразена върховната двойка на хетския пантеон – богът на бурите Тешуб и богинята на слънцето Хебат. Тешуб седи върху двама планински богове, а Хебат – върху пантера. Зад нея е техният син Шарума, дъщеря и Аланзу и внучката им.
Язълъкая представлява свидетелство за практиката на хетите да асимилират и включват в пантеона си богове от други култури. Месопотамският бог на съдбата, Еа (Енки), е включен в мъжката процесия, а Тешуб всъщност е хуритски бог, който заменя хетския бог на бурите. Освен това се предполага, че Хебат произхожда от хуритската богиня на слънцето Арина. Голяма роля за този трансфер е играла царица Пудухепа, жена на цар Хатушили III, която е дъщеря на хуритска жрица.